# Demetrio Vallejo
Demetrio Vallejo Martínez (El Espinal, 1910 - Mexico-Stad, 24 december 1985) was een Mexicaans vakbondsleider.
In 1934 sloot hij zich aan bij de spoorwegvakond en werd al snel een van haar leiders. Uit onvrede met het charrismo binnen de 'officiële' Confederatie van Mexicaanse Arbeiders (CTM) poogde hij een onafhankelijke spoorwegvakbond op te zetten. In 1959 organiseerde hij een grote landelijke spoorwegstaking. Toen zijn vakbond en de overheid geen overeenstemming wisten te bereiken werd Vallejo op last van minister Gustavo Díaz Ordaz op 29 maart gearresteerd en tot een gevangenisstraf veroordeeld wegens 'sociale dissolutie'. Na zijn vrijlating sloot hij zich aan bij de Mexicaanse Arbeiderspartij (PMT), waar hij later door een meningsverschil werd uitgestoten. In 1985 werd hij voor de Verenigde Socialistische Partij van Mexico (PSUM) gekozen in de Kamer van Afgevaardigden. Hij overleed enkele maanden later.
- International Standard Name Identifier: 0000 0000 4798 7536
- Library of Congress Control Number: no2005067149
- Virtual International Authority File: 187521255
- WorldCat: E39PBJgXcwhKjdbGv646FbcwYP